# Nintendo Vs. Series
Nintendo Vs. Series è una serie di videogiochi arcade prodotti da Nintendo, ideati per un modello di gioco competitivo a due giocatori. Usciti tra il 1984 e il 1990, utilizzano come base hardware i sistemi arcade VS. UniSystem o VS. DualSystem, entrambi basati sul Nintendo Entertainment System. Tutti i giochi appartenenti a questa serie sono titoli già apparsi nel mercato casalingo (ovvero NES o Famicom): per la maggior parte dei casi si tratta di riproposizioni fedeli, mentre alcuni sono versioni leggermente modificate, per renderle più difficili.

## Lista
- Vs. 10-Yard Fight
- Vs. Baseball
- Vs. Balloon Fight
- Vs. Battle City
- Vs. Castlevania
- Vs. Clu Clu Land
- Vs. Donkey Kong 3
- Vs. Dr. Mario
- Vs. Duck Hunt
- Vs. Excitebike
- Vs. Golf
- Vs. Gumshoe
- Vs. Hogan's Alley
- Vs. Ice Climber
- Vs. Mach Rider
- Vs. Mahjong
- Vs. Pinball
- Vs. Pac-Man
- Vs. Platoon
- Vs. Slalom
- Vs. Super Sky Kid Deluxe
- Vs. Soccer

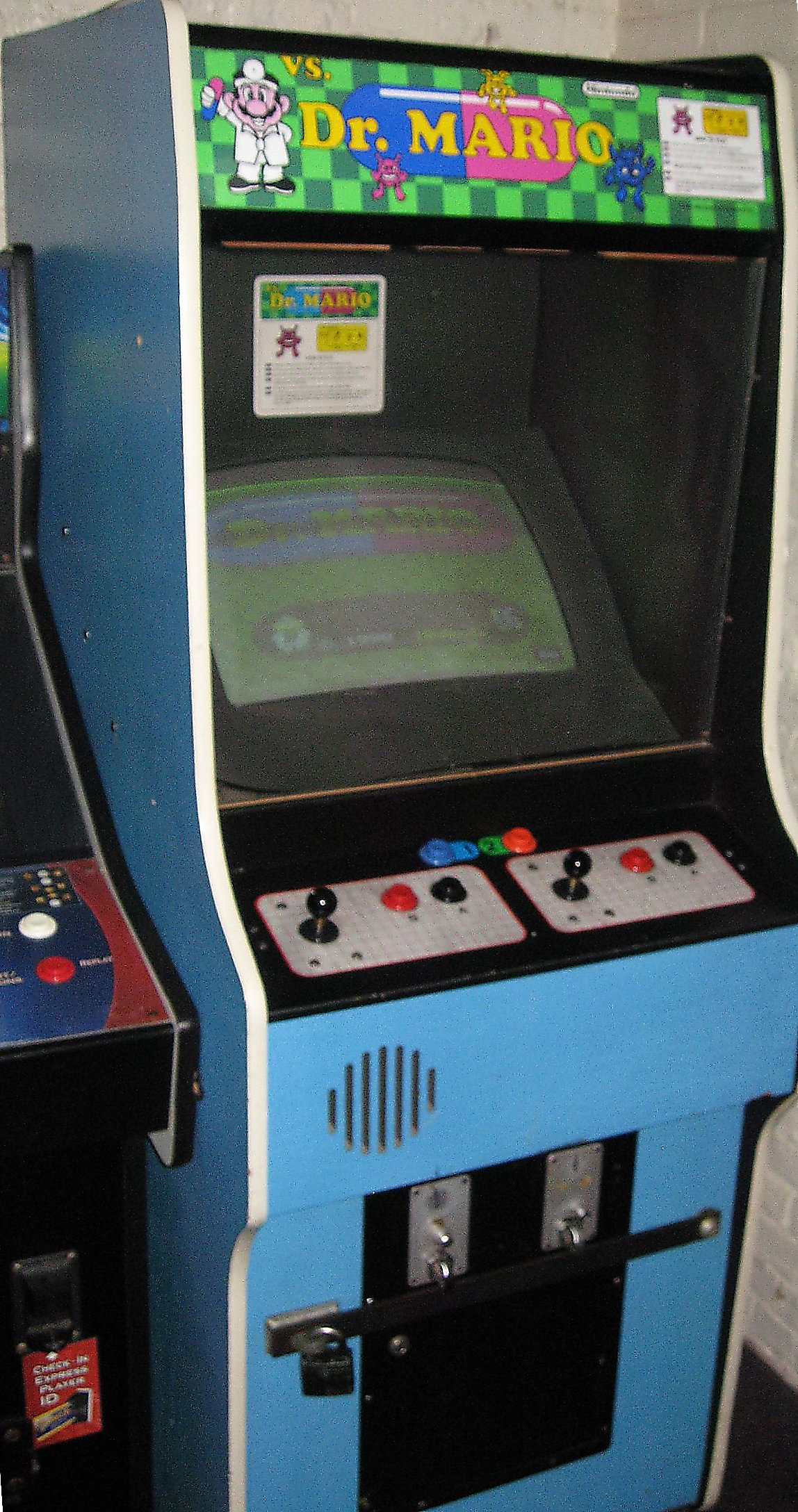
Vs. Dr. Mario

- Vs. Stroke and Match Golf (Men and Women's versions)
- Vs. Super Mario Bros.
- Vs. Tennis
- Vs. T.K.O. Boxing
- Vs. Top Gun
- Vs. Urban Champion
- Vs. Volleyball
- Vs. Wrecking Crew
- Vs. The Goonies
- Vs. Atari RBI Baseball
- Vs. Freedom Force
- Vs. Gradius
- Vs. Ladies Golf
- Vs. Mighty Bomb Jack
- Vs. Ninja Jajamaru Kun
- Vs. Star Luster
- Vs. Super Xevious: GAMP no Nazo
- Vs. Tetris